# ركلت
الرَّكْلِت (بالفرنسية: Raclette)‏ هي أكلة سويسرية مشهورة ذات أصول فرنسية وهي جبنة ذات قوام شبه صلب غير مبسترة تؤكل بعد إذابتها ويُمكن أكلها مع الخبز المحمص أو الدجاج أو البطاطا أو مع شرائح البصل واللحم المقدد السويسري وهي تكون ذات رائحه عطرية وطعمها  يكون بطعم الفواكه أحيانًا، والفرق بين الركلت السويسري والفرنسي أن الفرنسي يكون أكثر نعومه وطراوة وهنالك طريقة لأكلها عن طريق خلط الجبنه مع مخلل الخيار والبصل بعد الهرس مع قطع البطاطا ويشرب معها كاس من النبيذ الابيض.